# Xènocles d'Atenes el Jove
Xènocles (en grec antic: Ξενοκλῆς, Xenoklês) fou un poeta tràgic de l'antiga Grècia natural d'Atenes. Gairebé no se'n coneix res, però sembla que hauria viscut al segle iv aC.
Sembla que hauria estat fill de Càrcinos el Jove i net de Xènocles el Vell. Es coneix de la seva existència per uns escolis a Aristòfanes on es distingeix explícitament del seu avi Xènocles. No se'n conserva cap altra referència ni cap fragment, malgrat que es fa molt difícil d'escatir si una citació fa referència a ell o un altre Xènocles, i fins i tot amb Fílocles.